# Palaeotextularia
Palaeotextularia es un género de foraminífero bentónico de la familia Palaeotextulariidae, de la superfamilia Palaeotextularioidea, del suborden Fusulinina y del orden Fusulinida. Su especie tipo es Palaeotextularia schellwieni. Su rango cronoestratigráfico abarca desde el Tournaisiense (Carbonífero inferior) hasta el Cisuraliense (Pérmico inferior).

## Discusión
Clasificaciones más recientes incluyen Palaeotextularia en el orden Endothyrida, de la subclase Fusulinana, de la clase Fusulinata.

## Clasificación
Palaeotextularia incluye a las siguientes especies:
- Palaeotextularia angulata †
- Palaeotextularia angustata †
- Palaeotextularia asper †
- Palaeotextularia awadi †
- Palaeotextularia consobrina †
- Palaeotextularia consobrinaeformis †
- Palaeotextularia convexa †
- Palaeotextularia crimica †
- Palaeotextularia daliyaensis †
- Palaeotextularia davisella †
- Palaeotextularia eogibbosa †
- Palaeotextularia fragilis †
- Palaeotextularia fujianensis †
- Palaeotextularia furongshanensis †
- Palaeotextularia gibbosa †
  - Palaeotextularia gibbosa var. minima †
- Palaeotextularia guangdongensis †
- Palaeotextularia hamatilis †
- Palaeotextularia illina †
- Palaeotextularia jiangyouensis †
- Palaeotextularia lata †
- Palaeotextularia latissima †
- Palaeotextularia linica †
- Palaeotextularia lipinae †
- Palaeotextularia liulinica †
- Palaeotextularia longisepta †
- Palaeotextularia longyanensis †
- Palaeotextularia majiagouensis †
- Palaeotextularia quasioblonga †
- Palaeotextularia schellwieni †
- Palaeotextularia talimuensis †
- Palaeotextularia wuanensis †